# Maurice Costello

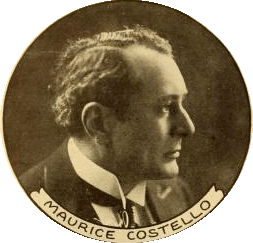
Maurice Costello (1916)

Maurice Costello (Pittsburgh, 22 febbraio 1877 – Hollywood, 28 ottobre 1950) è stato un attore e regista statunitense, importante esponente del vaudeville della fine del XIX secolo, che in seguito passò a lavorare per il cinema muto degli esordi, sia come attore protagonista o di contorno che come regista.

## Biografia
Figlio degli emigranti irlandesi Thomas Costello e Ellen Fitzgerald, Costello debuttò al cinema nel 1908, tuttavia si è a lungo creduto che il suo debutto sia avvenuto nel 1905, nel film Adventures of Sherlock Holmes, in cui Costello avrebbe interpretato il ruolo del protagonista in quello che è il primo film vero e proprio su Sherlock Holmes (escludendo Sherlock Holmes Baffled del 1900, che dura soltanto 30 secondi). L'idea che Costello abbia interpretato Holmes nasce nel libro Public Life of Sherlock Holmes, scritto da Micheal Pointer e pubblicato nel 1975. In seguito lo studioso di Sherlock Holmes Leslie S. Klinger ha scritto che l'identificazione di Costello nel ruolo è erronea, e che lo stesso Pointer abbia riconosciuto il suo errore e lo abbia documentato in una lettera indirizzata a Klinger. Di seguito un estratto di tale lettera, pubblicata da Klinger nel suo articolo "Was Maurice Costello The First Screen Sherlock Holmes?" su The Baker Street Journal, edizione del giugno 1998:
Unitosi alla casa di produzione Vitagraph, Costello debuttò in Salome (1908), recitando al fianco di Florence Turner. Tra i suoi film più noti del periodo si ricordano A Tale of Two Cities, The Man Who Couldn't Beat God e For the Honor of the Family.
Si allontanò quindi dallo schermo per alcuni anni per farvi ritorno solo in seguito. Sposò l'attrice Mae Costello (vero nome Mae Altschuk). Le figlie nate dall'unione, Dolores Costello (che poi si sposò con il celebre attore John Barrymore) e Helene Costello diventarono attrici a loro volta, come del resto suo nipote John Drew Barrymore e in epoca contemporanea la pronipote Drew Barrymore. Costello fu una delle prime stelle del cinema statunitense ma, come molti altri divi dell'epoca del muto, incontrò grosse difficoltà nel passaggio al cinema sonoro, perdendo così lo status di protagonista. In ogni caso Costello non si perse d'animo e continuò a prendere parte a numerose pellicole, spesso in piccole parti o ruoli di contorno quasi fino alla morte, che lo colse nel 1950, all'età di 73 anni.
Fu sepolto al Calvary Cemetery di Los Angeles.

## Riconoscimenti
Per il suo grande contributo allo sviluppo dell'industria cinematografica gli è stata dedicata una stella sulla Hollywood Walk of Fame al 6515 dell'Hollywood Boulevard.

## Filmografia parziale

### Attore
- Salome, regia di James Stuart Blackton – cortometraggio (1908)
- Richard III, regia di James Stuart Blackton, William V. Ranous – cortometraggio (1908)
- Leath the Forsaken – cortometraggio (1908)
- L'oro nascosto (Ex-Convict No. 900, regia di Edwin S. Porter – cortometraggio (1908)
- Antony and Cleopatra, regia di James Stuart Blackton e Charles Kent – cortometraggio (1908)
- Julius Caesar, regia di James Stuart Blackton, William V. Ranous – cortometraggio (1908)
- Slippery Jim's Repentance – cortometraggio (1908)
- The Dancer and the King: A Romantic Story of Spain, regia di James Stuart Blackton – cortometraggio (1908)
- The Merchant of Venice, regia di J. Stuart Blackton – cortometraggio (1908)
- The Bride of Lammermoor: A Tragedy of Bonnie Scotland, regia di J. Stuart Blackton – cortometraggio (1909)
- Ruy Blas, regia di J. Stuart Blackton – cortometraggio (1909)
- Virginius, regia di J. Stuart Blackton – cortometraggio (1909)
- Saul and David, regia di J. Stuart Blackton – cortometraggio (1909)
- Kenilworth – cortometraggio (1909)
- King Lear, regia di James Stuart Blackton, William V. Ranous – cortometraggio (1909)
- The Plot That Failed, regia di Van Dyke Brooke – cortometraggio (1909)
- The Duke's Jester or A Fool's Revenge, regia di James Stuart Blackton – cortometraggio (1909)
- The Gift of Youth – cortometraggio (1909)
- The Way of the Cross, regia di James Stuart Blackton – cortometraggio (1909)
- Les Miserables (Part I) – cortometraggio (1909)
- The Romance of an Umbrella – cortometraggio (1909)
- A Midsummer Night's Dream, regia di James Stuart Blackton e Charles Kent – cortometraggio (1909)
- The Power of the Press, regia di Van Dyke Brooke – cortometraggio (1909)
- Richelieu; or, The Conspiracy, regia di J. Stuart Blackton – cortometraggio (1910)
- A Pair of Schemers; or, My Wife and My Uncle – cortometraggio (1910)
- The Girl and the Judge; or, A Terrible Temptation – cortometraggio (1910)
- Conscience, regia di Van Dyke Brooke – cortometraggio (1910)
- Capital vs. Labor, regia di Van Dyke Brooke – cortometraggio (1910)
- Elektra, regia di James Stuart Blackton – cortometraggio (1910)
- St. Elmo – cortometraggio (1910)
- Through the Darkness – cortometraggio (1910)
- Convict No. 796, regia di Van Dyke Brooke – cortometraggio (1910)
- Love of Chrysanthemum, regia di Van Dyke Brooke – cortometraggio (1910)
- Over the Garden Wall – cortometraggio (1910)
- The Altar of Love, regia di Maurice Costello e Robert Gaillard – cortometraggio (1910)
- Becket, regia di Charles Kent – cortometraggio (1910)
- The Turn of the Balance, regia di Maurice Costello – cortometraggio (1910)
- Uncle Tom's Cabin, regia di James Stuart Blackton – cortometraggio (1910)
- Back to Nature; or, The Best Man Wins – cortometraggio (1910)
- Rose Leaves, regia di Charles Kent – cortometraggio (1910)
- How She Won Him – cortometraggio (1910)
- The Sepoy's Wife – cortometraggio (1910)
- A Woman's Love – cortometraggio (1910)
- The Law and the Man – cortometraggio (1910)
- Siren of the Sea – cortometraggio (1911)
- Three Men and a Maid – cortometraggio (1911)
- Girl of the Mountains – cortometraggio (1911)
- Society and the Man, regia di J. Stuart Blackton – cortometraggio (1911)
- The New Stenographer, regia di George D. Baker – cortometraggio (1911)
- A Tale of Two Cities, regia di Charles Kent (o William Humphrey?) – cortometraggio (1911)
- The Inherited Taint – cortometraggio (1911)
- The Wooing of Winifred, regia di Van Dyke Brooke – cortometraggio (1911)
- His Mother – cortometraggio (1911)
- The Show Girl, regia di Van Dyke Brooke – cortometraggio (1911)
- A Dead Man's Honor – cortometraggio (1911)
- For Her Brother's Sake – cortometraggio (1911)
- The Sacrifice, regia di Van Dyke Brooke – cortometraggio (1911)
- The Changing of Silas Marner – cortometraggio (1911)
- Proving His Love; or, The Ruse of a Beautiful Woman – cortometraggio (1911)
- The Sleep Walker, regia di Van Dyke Brooke – cortometraggio (1911)
- Barriers Burned Away (1911)
- A Quaker Mother (1911)
- The Battle Hymn of the Republic, regia di J. Stuart Blackton e Laurence Trimble – cortometraggio (1911)
- The Geranium, regia di Van Dyke Brooke (1911)
- She Came, She Saw, She Conquered, regia di Van Dyke Brooke (1911)
- Two Wolves and a Lamb, regia di Van Dyke Brooke (1911)
- For Love and Glory, regia di Van Dyke Brooke (1911)
- The Second Honeymoon, regia di Van Dyke Brooke (1911)
- Wages of War (1911)
- My Old Dutch, regia di George D. Baker (1911)
- A Handsomer Man (1911)
- The Thumb Print, regia di Van Dyke Brooke (1911)
- Foraging (1911)
- His Sister's Children (1911)
- A Western Heroine, regia di Rollin S. Sturgeon (1911)
- Her Hero, regia di Van Dyke Brooke (1911)
- Captain Barnacle, Diplomat, regia di Van Dyke Brooke (1911)
- Auld Lang Syne, regia di Laurence Trimble (1911)
- Who's Who (1911)
- An Innocent Burglar, regia di Van Dyke Brooke (1911)
- His Last Cent, regia di Van Dyke Brooke (1911)
- His Wife's Secret, regia di Van Dyke Brooke e Maurice Costello (1911)
- Love at Gloucester Port (1911)
- Some Good in All (1911)
- A Romance of Wall Street, regia di Van Dyke Brooke e Maurice Costello (1912)
- The Law or the Lady, regia di Van Dyke Brooke, Maurice Costello (1912)
- The Meeting of the Ways (1912)
- Caught in the Rain (1912)
- L'onore del nome (For the Honor of the Family), regia di Van Dyke Brooke – cortometraggio (1912)
- The First Violin, regia di Van Dyke Brooke (1912)
- Winning Is Losing, regia di Charles L. Gaskill
- Her Last Shot (1912)
- The Diamond Brooch (1912)
- Mrs. Carter's Necklace, regia di Van Dyke Brooke (1912)
- Mrs. 'Enry 'Awkins, regia di Van Dyke Brooke, Maurice Costello (1912)
- The Old Silver Watch (1912)
- Nemesis!, regia di Van Dyke Brooke, Maurice Costello (1912)
- The Jocular Winds of Fate, regia di Van Dyke Brooke, Maurice Costello (1912)
- The Way of a Man with a Maid (1912)
- Counsel for the Defense, regia di Van Dyke Brooke (1912)
- The Old Kent Road, regia di Van Dyke Brooke e Maurice Costello (1912)
- Dr. LaFleur's Theory, regia di Van Dyke Brooke e Maurice Costello (1912)
- The Spider's Web, regia di Van Dyke Brooke e Maurice Costello (1912)
- Aunty's Romance, regia di George D. Baker (1912)
- The Money Kings, regia di Van Dyke Brooke e William Humphrey (1912)
- Conscience, regia di Van Dyke Brooke e Maurice Costello (1912)
- The Black Sheep, regia di Edwin R. Phillips (1912)
- The Adventure of the Thumb Print
- The Adventure of the Retired Army Colonel
- As You Like It, regia di James Stuart Blackton, Charles Kent, James Young  (1912)
- It All Came Out in the Wash, regia di Maurice Costello (1912)
- Days of Terror,
- The Adventures of the Counterfeit Bills, regia di Maurice Costello (1913)
- The Adventure of the Ambassador's Disappearance, regia di Maurice Costello (1913)
- The Interrupted Honeymoon, regia di James Young (1913)
- What a Change of Clothes Did, regia di Maurice Costello (1913)
- The Two Purses, regia di Maurice Costello (1913)
- The Weapon, regia di Maurice Costello
- Cinderella's Slipper, regia di Maurice Costello (1913)
- The Way Out, regia di Maurice Costello e William V. Ranous (1913)
- Getting Up a Practice, regia di Maurice Costello e William V. Ranous (1913)
- The Mystery of the Stolen Child, regia di Maurice Costello e William V. Ranous (1913)
- Mr. Mintern's Misadventures, regia di Maurice Costello e William V. Ranous (1913)
- The Mystery of the Stolen Jewels, regia di Maurice Costello e William V. Ranous (1913)
- The Wrath of Osaka, regia di Maurice Costello e William V. Ranous (1913)
- Delayed Proposals, regia di James Young (1913)
- Jack's Chrysanthemum, regia di Maurice Costello e William V. Ranous (1913)
- The Spirit of the Orient, regia di Maurice Costello (1913)
- The Taming of Betty, regia di Maurice Costello (1913)
- The Intruder, regia di Maurice Costello e Wilfrid North (1913)
- A Faithful Servant, regia di Maurice Costello (1913)
- The Joys of a Jealous Wife, regia di Maurice Costello (1913)
- A Maid of Mandalay, regia di Maurice Costello (1913)
- The Clown and the Prima Donna, regia di Maurice Costello e Wilfrid North (1913)
- The Lonely Princess, regia di Maurice Costello (1913)
- Cupid Versus Women's Rights, regia di Maurice Costello (1913)
- The Hindoo Charm, regia di Maurice Costello (1913)
- Extremities, regia di Maurice Costello (1913)
- A Princess of Bagdad, regia di Charles L. Gaskill (1913)
- The Mystery of the Silver Skull, regia di Maurice Costello e Wilfrid North (1913)
- Matrimonial Manoeuvres, regia di Maurice Costello e Wilfrid North (1913)
- On Their Wedding Eve, regia di Maurice Costello (1913)
- The Warmakers, regia di Maurice Costello e Robert Gaillard (1913)
- The Sale of a Heart, regia di Maurice Costello e Robert Gaillard (1913)
- Fellow Voyagers, regia di Maurice Costello e Eugene Mullin (1913)
- The Golden Pathway, regia di Maurice Costello e Robert Gaillard (1913)
- The Education of Aunt Georgiana, regia di Maurice Costello e Robert Gaillard (1913)
- The Perplexed Bridegroom, regia di Maurice Costello (1914)
- Some Steamer Scooping, regia di Maurice Costello (1914)
- Iron and Steel, regia di Maurice Costello e Robert Gaillard (1914)
- The Woman in Black, regia di Maurice Costello e Robert Gaillard (1914)
- Mr. Barnes of New York, regia di Maurice Costello e Robert Gaillard (1914)
- Her Great Scoop, regia di Maurice Costello e Robert Gaillard (1914)
- The Acid Test, regia di Maurice Costello e Robert Gaillard (1914)
- Etta of the Footlights, regia di Maurice Costello e Robert Gaillard (1914)
- A Sentimental Burglar, regia di Maurice Costello e Robert Gaillard (1914)
- The Moonstone of Fez, regia di Maurice Costello e Robert Gaillard (1914)
- Doctor Smith's Baby, regia di Maurice Costello e Robert Gaillard (1914)
- Love the Clairvoyant, regia di Maurice Costello e Robert Gaillard (1914)
- Through Life's Window, regia di Maurice Costello e Robert Gaillard (1914)
- The Woes of a Waitress di Maurice Costello e Robert Gaillard (1914)
- The Mysterious Lodger di Maurice Costello e Robert Gaillard (1914)
- Bella's Elopement, regia di Maurice Costello e Robert Gaillard (1914)
- The Blood Ruby, regia di Maurice Costello e Robert Gaillard (1914)
- The Girl in the Case, regia di Maurice Costello e Robert Gaillard (1914)
- The Mill of Life, regia di Maurice Costello e Robert Gaillard (1914)
- The Mystery of Brayton Court di Maurice Costello e Robert Gaillard (1914)
- Lola the Rat, regia di Maurice Costello e Robert Gaillard (1914)
- Too Much Burglar, regia di Maurice Costello e Robert Gaillard (1914)
- By the Governor's Order, regia di Maurice Costello e Robert Gaillard (1914)
- The Product, regia di Maurice Costello e Robert Gaillard (1914)
- The Plot, regia di Maurice Costello e Robert Gaillard (1914)
- The Evil Men Do, regia di Maurice Costello e Robert Gaillard (1915)
- The Understudy; or, Behind the Scenes, regia di Maurice Costello e Robert Gaillard (1915)
- On the Altar of Love, regia di Maurice Costello e Robert Gaillard (1915)
- The Heart of Jim Brice, regia di Maurice Costello e Robert Gaillard (1915)
- The Criminal, regia di Van Dyke Brooke (1915)
- The Dawn of Understanding, regia di Van Dyke Brooke (1915)
- The Romance of a Handkerchief, regia di Van Dyke Brooke (1915)
- Dorothy, regia di Van Dyke Brooke (1915)
- Rags and the Girl, regia di Van Dyke Brooke (1915)
- The Man Who Couldn't Beat God, regia di Maurice Costello e Robert Gaillard  (1915)
- The Gods Redeem, regia di Van Dyke Brooke (1915)
- Saints and Sinners, regia di Van Dyke Brooke (1915)
- A Question of Right or Wrong, regia di Van Dyke Brooke (1915)
- The Crown Prince's Double, regia di Van Dyke Brooke (1915)
- Tried for His Own Murder, regia di Van Dyke Brooke (1916)
- The Crimson Stain Mystery, regia di T. Hayes Hunter - serial (1916)
- The Captain's Captain, regia di Tom Terriss (1919)
- The Cambric Mask, regia di Tom Terriss (1919)
- The Man Who Won, regia di Paul Scardon (1919)
- The Girl-Woman, regia di Thomas R. Mills (1919)
- The Tower of Jewels, regia di Tom Terriss (1920)
- Human Collateral, regia di Lawrence C. Windom (1920)
- Deadline at Eleven, regia di George Fawcett (1920)
- Conceit, regia di Burton George (1921)
- Determination, regia di Joseph Levering (1922)
- None So Blind, regia di Burton L. King (1923)
- The Glimpses of the Moon di Allan Dwan (1923)
- Man and Wife di John L. McCutheon (1923)
- Fog Bound di Irvin Willat (1923)
- Let Not Man Put Asunder, regia di J. Stuart Blackton (1924)
- Roulette, regia di Stanner E.V. Taylor (1924)
- Week End Husbands, regia di Edward H. Griffith (1924)
- Virtuous Liars, regia di Whitman Bennett (1924)
- Love of Women, regia di Whitman Bennett (1924)
- Heart of Alaska, regia di Harold McCracken (1924)
- The Story Without a Name, regia di Irvin Willat (1924)
- The Law and the Lady, regia di John L. McCutcheon (1924)
- The Mad Marriage, regia di Frank P. Donovan (1925)
- The Wives of the Prophet, regia di James A. Fitzgerald  (1926)
- The Last Alarm, regia di Oscar Apfel (1926)
- The False Alarm, regia di Frank O'Connor (1926)
- Camille, regia di Fred Niblo (1926)
- Johnny Get Your Hair Cut, regia di Archie L. Mayo (1927)
- Wolves of the Air, regia di Francis Ford (1927)
- The Shamrock and the Rose, regia di Jack Nelson (1927)
- Spider Webs, regia di Wilfred Noy (1927)
- See You Later, regia di Frank Yaconelli (1928)
- The Wagon Show, regia di Harry Joe Brown (1928)
- Black Feather, regia di John Ince (1928)
- Eagle of the Night, regia di James F. Fulton (1928)
- Search for Beauty, regia di Erle C. Kenton (1934)
- Hollywood Boulevard, regia di Robert Florey (1936)
- Alice in Movieland, regia di Jean Negulesco (1940)
- Paradiso proibito (All This, and Heaven Too), regia di Anatole Litvak (1940)
- L'inafferrabile signor Jordan (Here Comes Mr. Jordan), regia di Alexander Hall (1941)
- Il molto onorevole Mr. Pulham (H.M. Pulham, Esq.), regia di King Vidor (1941)
- La riva dei peccatori (Lady from Louisiana), regia di Bernard Vorhaus (1941)
- Gianni e Pinotto tra i cow boys
- Vento selvaggio
- Avventura al Cairo (Cairo), regia di W. S. Van Dyke (1942)
- Henry Aldrich, Editor
- La chiave di vetro (The Glass Key), regia di Stuart Heisler (1942)
- Mademoiselle du Barry (DuBarry Was a Lady), regia di Roy Del Ruth (1943)

### Regista (parziale)
- His Wife's Secret, co-regia Van Dyke Brooke (1911)
- The Spider's Web, co-regia di Van Dyke Brooke (1912)
- The Woman in Black, co-regia di Robert Gaillard (1914)
- Mr. Barnes of New York co-regia Robert Gaillard (1914)
- The Girl in the Case, co-regia di Robert Gaillard (1914)